# Wolokolamsk
Wolokolamsk (russisch Волокола́мск) ist eine Stadt in Russland in der Oblast Moskau. Sie zählt 23.433 Einwohner (Stand 14. Oktober 2010) und ist Verwaltungszentrum des Rajons Wolokolamsk. Die Stadt befindet sich rund 124 Kilometer nordwestlich von Moskau unweit der Eisenbahnstrecke Moskau–Riga.

## Geschichte

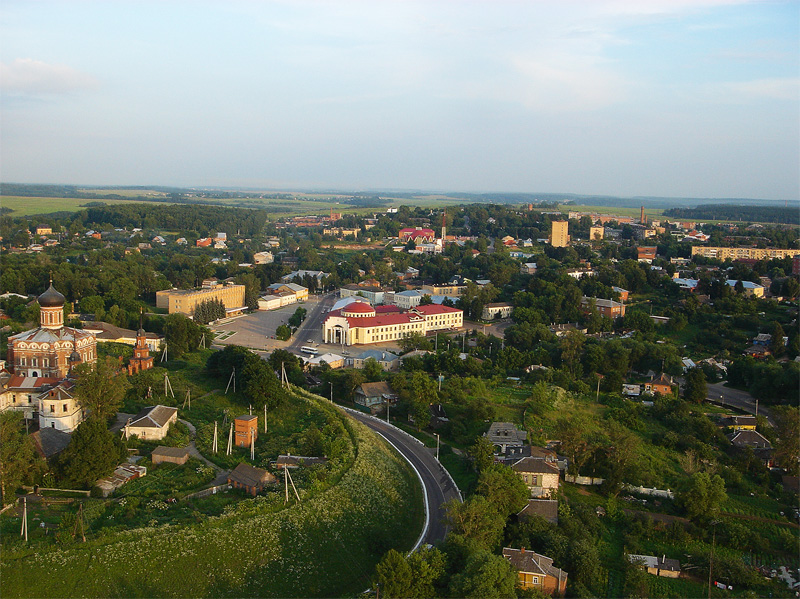
Panorama der Stadt

Wolokolamsk wurde erstmals um 1135 urkundlich erwähnt, womit es die älteste Stadt der Moskauer Oblast sein dürfte. Der Name stammt von Wolok na Lame ab, einer Flachstelle des Flusses Lama (Flusssystem der Wolga), der in der Nähe der Stadt fließt und als Handelsweg von Nowgorod nach Moskau und Rjasan diente. Aufgrund seiner Lage zwischen Moskau und Nowgorod war der Ort lange Zeit zwischen den Moskauer und den Nowgoroder Großfürsten umstritten und wurde im 12. und 13. Jahrhundert mehrmals verwüstet, darunter auch bei tatarischen Angriffen. Nach zeitweisem Anschluss an Litauen ging Wolokolamsk 1513 an das Großfürstentum Moskau. Während der Smuta Anfang des 17. Jahrhunderts von den Polen verwüstet, fristete der Ort in den nächsten 200 Jahren ein Schattendasein. Erst 1781 erhielt Wolokolamsk Stadtrechte, woraufhin ein Generalplan für dessen Bebauung gefertigt wurde. Im Laufe des 19. Jahrhunderts entstanden hier einige Industriebetriebe, auch der Handel entwickelte sich stark. Anfang des 20. Jahrhunderts erhielt Wolokolamsk einen Eisenbahnanschluss im Zuge der Errichtung einer Direktverbindung zwischen Moskau und Riga.

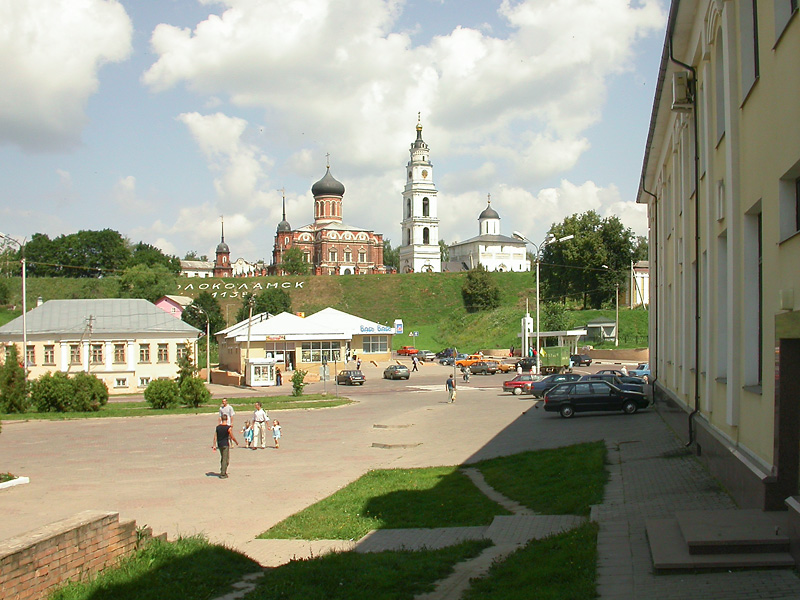
Im Stadtzentrum (2003)

Während des russischen Volksaufstandes 1905 war Wolokolamsk ein bedeutendes Zentrum der Arbeiterbewegung; unter anderem wurde die Textilfabrik der Stadt bestreikt, zu jener Zeit das größte Industrieunternehmen in Wolokolamsk. Im Oktober 1905 riefen aufständische Bauern in der Nähe von Wolokolamsk die Markowoer Republik aus, die erst im Juli 1906 von der Staatsmacht liquidiert wurde.
Nach der Oktoberrevolution wurden sämtliche Industriebetriebe der Stadt nationalisiert. 1929 wurde der Rajon Wolokolamsk gebildet, dessen Verwaltungszentrum Wolokolamsk wurde.
Im Herbst 1941 war die Stadt während des deutschen Überfalls auf die Sowjetunion als einer der Vorposten Moskaus stark umkämpft und trug erhebliche Zerstörungen davon. Sie war vom 27. Oktober bis zum 20. Dezember 1941 von deutschen Truppen besetzt. Ein sowjetisches Sturmgeschütz sprengte im November 1941 sieben deutsche Panzerfahrzeuge bei ihrem Vorrücken während der Schlacht um Moskau, die Besatzungen verloren ihr Leben. Ein Denkmal mit einem Sturmgeschütz erinnert an dieses Ereignis.
In den 1950er-Jahren wurde die Stadt weitestgehend wiederaufgebaut und bis in die 1960er-Jahre hinein durch Eingemeindungen benachbarter Dörfer und Siedlungen erheblich vergrößert, darunter 1963 Smytschka. Diese 1880 bei einer Textilfabrik wenig nordwestlich von Wolokolamsk gegründete Ortschaft besaß seit 1929 den Status einer Siedlung städtischen Typs.

### Bevölkerungsentwicklung
| Jahr | Einwohner | Bemerkung                                |
| ---- | --------- | ---------------------------------------- |
| 1897 | 03.091    |                                          |
| 1926 | 03.131    |                                          |
| 1939 | 08.303    | davon Wolokolamsk 5.413, Smytschka 2.890 |
| 1959 | 11.531    | davon Wolokolamsk 8.625, Smytschka 2.906 |
| 1970 | 15.495    |                                          |
| 1979 | 18.356    |                                          |
| 1989 | 18.226    |                                          |
| 2002 | 16.656    |                                          |
| 2010 | 23.433    |                                          |

Anmerkung: Volkszählungsdaten

## Wirtschaft
Heute ist Wolokolamsk eine bedeutende Industriestadt. Neben einer Textilfabrik und mehreren Verarbeitungsbetrieben für landwirtschaftliche Erzeugnisse existiert hier eine Fabrik für Baumaterialien. 2006–2007 wurde in der Nähe von Wolokolamsk eine Chemiefabrik des US-amerikanischen Herstellers 3M errichtet.
Bei Wolokalamsk befindet sich die 4,07 km lange Motorsport-Rennstrecke Moscow Raceway, auf der in der Vergangenheit u. a. Rennen zur DTM, zur FIA-GT1-Weltmeisterschaft, zur Superbike-Weltmeisterschaft und zur Tourenwagen-Weltmeisterschaftstattfanden.

## Sehenswürdigkeiten

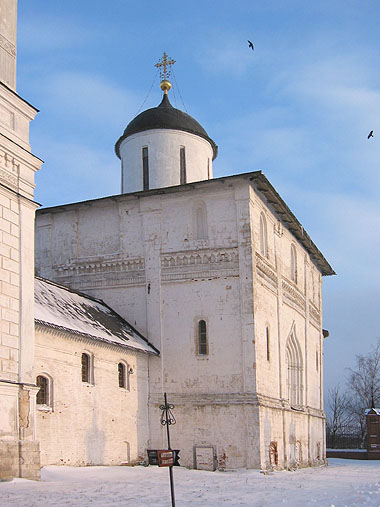
Die Auferstehungskathedrale

- Auferstehungskathedrale (15. Jahrhundert)
- Gottesmutter-Geburtskirche (1535)
- Schutz-und-Fürbitte-Kirche (1695)
- Nikolaus-Kathedrale (1864)
- Joseph-Kloster bei Wolokolamsk (16.–17. Jahrhundert)
- Rennstrecke Moscow Raceway (2012)

## Persönlichkeiten
- Alexander Ektow (* 1996), Fußballspieler